# Arnao de Bruselas
Arnao de Bruselas (flämisch Arnaut Spierinck * um 1520; † 1564) war ein spanischer Holzbildhauer flämischer Herkunft. Er arbeitete ausschließlich für Kirchen und Klöster im mittleren Ebro-Tal und in dessen näherer Umgebung. Da er immer nur als Mitarbeiter anderer Ateliers genannt wird, ist unklar, ob er jemals eine eigene Künstlerwerkstatt unterhalten hat.

## Leben und Werk

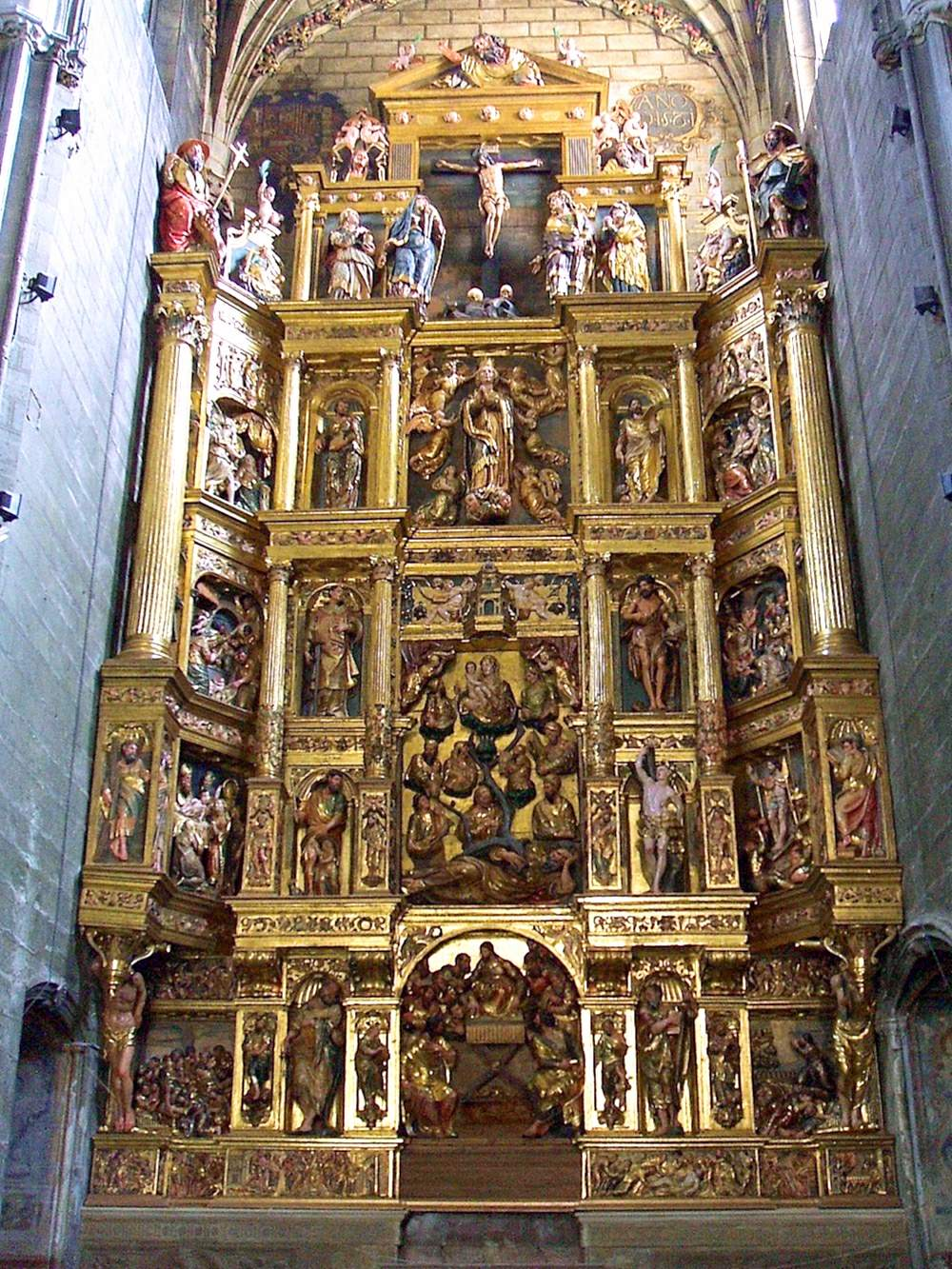
Altarretabel von Santa María del Palacio in Logroño

Der Vater Arnaos war gemäß dem erst Ende des 20. Jahrhunderts entdeckten Testament Arnaos Toussaint Spierinck (oder Tosan Espirin); außerdem hatte er einen Bruder mit Namen Gillis Spierinck (oder Gil Espirin), die beide in Oudenaarde lebten. Um die Mitte der 1530er Jahre kam Arnaut nach Spanien, wo er im September 1536 als Schüler von Damià Forment in Saragossa, der Hauptstadt Aragóns, belegt ist. In den Jahren 1537 bis 1540 arbeitete er zusammen mit Forment und dessen Werkstatt am Hochaltar der Kathedrale von Santo Domingo de la Calzada. In den Jahren 1540 bis 1545 ist seine Arbeit in der Umgebung von Calahorra belegt, wo er unter anderem an den Altarretabeln (retablos) von San Vicente de la Sonsierra und Aldeanueva de Ebro mitgewirkt hat. Von 1549 bis 1552 lebte und arbeitete er in Genevilla nördlich von Logroño, wo er – zusammen mit Andrés de Araoz – das Altarretabel der örtlichen Kirche schuf; gleichzeitig arbeitete er am Retabel der Kirche San Martín in Alberite. Nach dem Jahr 1553 ist seine Mitarbeit am Retabel der Iglesia de Santa María del Palacio in Logroño dokumentiert. Später scheint er sich in Aragón niedergelassen zu haben, wo er am Retabel für die Capilla de San Bernardo in der Kirche des Klosters Veruela beteiligt war; außerdem erhielt er den Auftrag für einige Stein- oder Gipsskulpturen am Trascoro der Kathedrale von Saragossa.
Arnao de Bruselas starb Ende des Jahres 1564 in Logroño möglicherweise an der Pest.